# Пиксаур
Пиксаур — река в России, протекает в Мордовии. Устье реки находится в 21 км от устья реки Большой Кши по правому берегу. Длина реки — 18 км, площадь водосборного бассейна — 101 км².

## Данные водного реестра
По данным государственного водного реестра России относится к Верхневолжскому бассейновому округу, водохозяйственный участок реки — Сура от Сурского гидроузла и до устья реки Алатырь, речной подбассейн реки — Сура. Речной бассейн реки — (Верхняя) Волга до Куйбышевского водохранилища (без бассейна Оки).
Код объекта в государственном водном реестре — 08010500312110000036760.